# Владимир Мицов
Владимир Мицов (Београд, 16. април 1985) бивши је српски кошаркаш. Играо је на позицијама бека и крила.

## Клупска каријера
Мицов је поникао у екипи Беопетрола, да би у лето 2002. потписао уговор са Црвеном звездом. Ипак, за црвено-беле није одиграo ниједан званични меч, па је каријеру наставио у екипи ОКК Београда а потом је наступао за Лавове.
У јулу 2005. је потписао четворогодишњи уговор са екипом Будућности из Подгорице. Са подгоричким клубом је освојио једну титулу црногорског првака и три купа. Током 2007. је био позајмљен три месеца Партизану и са њима је освојио првенство Србије.
У марту 2009. је напустио Будућност и потписао уговор са Паниониосом до краја сезоне. У септембру 2009. је потписао уговор са екипом Каха Лаборала. Ипак, већ 30. децембра исте године напушта Лаборал и потписује уговор са италијанским Кантуом.
У јуну 2012. је потписао једногодишњи уговор са московским ЦСКА. У сезони 2012/13. са екипом ЦСКА је освојио руско првенство и ВТБ лигу. У јуну 2013. је продужио уговор на још једну сезону, у којој је ЦСКА поново освојио ВТБ лигу.
У јулу 2014. је потписао уговор са Галатасарајем. Са турским клубом је освојио Еврокуп у сезони 2015/16. Такође је у овој сезони уврштен у идеални тим Еврокупа.
У јулу 2017. је потписао уговор са Олимпијом из Милана. Провео је наредне четири сезоне у екипи Олимпије и током тог периода је освојио једну титулу првака Италије, док је три пута био освајач Суперкупа а једном Купа. У сезони 2020/21. са екипом из Милана је стигао до фајнал фора Евролиге, првог након 29 година чекања.
У јулу 2021. се вратио у подгоричку Будућност. Провео је такмичарску 2021/22. у екипи Будућности, освојио је црногорско првенство и Куп, након чега је завршио играчку каријеру.

## Репрезентација
Као члан репрезентације СР Југославије до 16 година, освојио је златну медаљу на Европском првенству 2001. у Риги. Са репрезентацијом СЦГ до 20 година, освојио је бронзану медаљу на Европском првенству 2005. у Чехову.
Мицов је први пут заиграо за сениорску репрезентацију Србије током припремног периода за Светско првенство 2014. Ипак, шест дана пре почетка првенства, на пријатељској утакмици са Новим Зеландом, дошао је у сукоб са селектором Сашом Ђорђевићем, након чега је одстрањен из националног тима. Селектор је изјавио да је Мицов завршио репрезентативну каријеру, док је Мицов изјавио да поштује одлуку селектора и да не жели да даље улази у полемисање са њим.

## Успеси

### Клупски
- Партизан:
  - Првенство Србије (1): 2006/07.
- Будућност:
  - Првенство Црне Горе (2): 2007/08, 2021/22.
  - Куп Црне Горе (4): 2007, 2008, 2009, 2022.
- ЦСКА Москва:
  - Првенство Русије (1): 2012/13.
  - ВТБ јунајтед лига (2): 2012/13, 2013/14.
- Галатасарај:
  - Еврокуп (1): 2015/16.
- Олимпија Милано:
  - Првенство Италије (1): 2017/18.
  - Куп Италије (1): 2021.
  - Суперкуп Италије (3): 2017, 2018, 2020.

### Репрезентативни
- Европско првенство до 16 година:  2001.
- Европско првенство до 20 година:  2005.

### Појединачни
- Идеални тим Еврокупа — прва постава (1): 2015/16.
- Најкориснији играч Суперкупа Италије (1): 2018.